# Вледешть (Алба)
Вледешть, Вледешті (рум. Vlădești) — село у повіті Алба в Румунії. Входить до складу комуни Римец.
Село розташоване на відстані 287 км на північний захід від Бухареста, 25 км на північ від Алба-Юлії, 52 км на південь від Клуж-Напоки.

## Населення
За даними перепису населення 2002 року у селі проживали 36 осіб, усі — румуни. Усі жителі села рідною мовою назвали румунську.